# Albánia az 1972. évi nyári olimpiai játékokon
Albánia az NSZK-beli Münchenben megrendezett 1972. évi nyári olimpiai játékok egyik részt vevő nemzete volt. Az országot az olimpián 2 sportágban 5 sportoló képviselte, akik érmet nem szereztek. Albánia első alkalommal vett részt az olimpiai játékokon,.

## Sportlövészet
Nyílt
| Versenyző      | Versenyszám       | Pont | Helyezés |
| -------------- | ----------------- | ---- | -------- |
| Fatos Pilkati  | Szabadpisztoly    | 546  | 24.      |
| Afërdita Tusha | Szabadpisztoly    | 522  | 51.      |
| Beqir Kosova   | Sportpuska, fekvő | 587  | 66.      |
| Ismail Rama    | Sportpuska, fekvő | 594  | 22.      |

## Súlyemelés
| Versenyző    | Versenyszám | Nyomás   | Nyomás   | Szakítás | Szakítás | Lökés    | Lökés    | Összesen | Helyezés |
| Versenyző    | Versenyszám | Eredmény | Helyezés | Eredmény | Helyezés | Eredmény | Helyezés | Összesen | Helyezés |
| ------------ | ----------- | -------- | -------- | -------- | -------- | -------- | -------- | -------- | -------- |
| Ymer Pampuri | 60 kg       | 127,5    | 1.       | 90,0     | 12.      | 125,0    | 10.      | 342,5    | 9.       |